# 日本健康スポーツ連盟
公益財団法人日本健康スポーツ連盟（にほんけんこうすぽーつれんめい、英語: Japan Federation of Health&Sports）は、健康スポーツ産業の振興や健康スポーツの技能育成の促進を行っている公益法人。日本レクリエーション協会に加盟している。元文部省及び厚生省の所管。

## 沿革
- 1975年10月1日 - 日本健康スポーツ連盟設立
- 1987年10月28日 - 財団法人化（文部省及び厚生省所管）

## 主たる事業
- 厚生労働大臣認定健康増進施設認定調査（マル適マークの利用促進）[1]
- 健康運動指導士更新講習会（財団法人健康・体力づくり事業財団の委託事業）[2]
  - フィットネスウオーキングインストラクター養成講習会
  - 健康スポーツサプリメント指導者養成講習会
  - ジョグウォーク指導者養成講習会
- 健康運動指導士受験対策講習会[3]
- 健康スポーツ施設、設備、用品、用具等の認定及び登録[4]